# 村井隆一
村井 隆一（むらい りゅういち、1994年6月24日 - ）は、日本のスポーツクライマー、フリークライマー。千葉県出身。

## 概要
競技会よりも岩で成果を出すフリークライマー。「現代のクライマーがどこまで進化できるか」をモチベーションにハードなボルダリングに挑んでいる。

### スポーツクライミングの戦績
- 2010年 第13回JOCジュニアオリンピックカップ大会優勝[2]
- 2011年 JFAユース選手権2011優勝[2]
- 2012年 JFAユース選手権2012優勝[2]
- 2013年 第16回JOCジュニアオリンピックカップ大会優勝[2]
- 2017年　第31回リードジャパンカップ3位[2]
- 2018年 第13回ボルダリングジャパンカップ2位[2]

### フリークライマーとしての活動（岩場の記録）
- 2019年2月 塩原 "Birth of the Cool"(五段)を初登[3]。
- 2019年11月 瑞牆山 "United"(V16)を初登[1]。
- 2021年10月 塩原 "Nexus"(V16) を初登[1]。
- 2021年12月 瑞牆山 "floatin"(V16) を初登[1]。
- 2023年7月 南アフリカ・ロックランズ "Livin' Large"(8C+,V16)を第4登[4]。